# Everton Football Club 1962-1963
Questa voce raccoglie le informazioni riguardanti l'Everton Football Club nelle competizioni ufficiali della stagione 1962-1963.

## Rosa
Fonte:
| N. |                             | Ruolo | Calciatore     |
| -- | --------------------------- | ----- | -------------- |
|    | Inghilterra (bandiera)      | P     | Geoff Barnett  |
|    | Inghilterra (bandiera)      | P     | Albert Dunlop  |
|    | Inghilterra (bandiera)      | P     | Gordon West    |
|    | Inghilterra (bandiera)      | D     | George Heslop  |
|    | Inghilterra (bandiera)      | D     | Brian Labone   |
|    | Irlanda (bandiera)          | D     | Mick Meagan    |
|    | Scozia (bandiera)           | D     | Alex Parker    |
|    | Inghilterra (bandiera)      | D     | Roy Parnell    |
|    | Scozia (bandiera)           | D     | George Thomson |
|    | Irlanda del Nord (bandiera) | C     | Billy Bingham  |
|    | Scozia (bandiera)           | C     | Jimmy Gabriel  |
|    | Inghilterra (bandiera)      | C     | Brian Harris   |

| N. |                        | Ruolo | Calciatore       |
| -- | ---------------------- | ----- | ---------------- |
|    | Inghilterra (bandiera) | C     | Tony Kay         |
|    | Inghilterra (bandiera) | C     | Derek Temple     |
|    | Inghilterra (bandiera) | C     | Alan Tyrer       |
|    | Inghilterra (bandiera) | A     | Johnny Morrissey |
|    | Scozia (bandiera)      | A     | Alex Scott       |
|    | Inghilterra (bandiera) | A     | George Sharples  |
|    | Inghilterra (bandiera) | A     | Dennis Stevens   |
|    | Inghilterra (bandiera) | A     | Ray Veall        |
|    | Galles (bandiera)      | A     | Roy Vernon       |
|    | Galles (bandiera)      | A     | Keith Webber     |
|    | Inghilterra (bandiera) | A     | Frank Wignall    |
|    | Scozia (bandiera)      | A     | Alex Young       |